# Franco Prosperi
Pour les articles homonymes, voir Prosperi.
Cet article concerne le réalisateur de Cette chienne de vie. Pour le réalisateur qui a travaillé avec Mario Bava, voir Francesco Prosperi.
Franco Prosperi, né à Rome le 2 septembre 1928, est un réalisateur italien, connu pour le documentaire Cette chienne de vie (Mondo cane) qui a lancé le genre cinématographique du mondo.

## Biographie
Diplômé en sciences de la nature et en agronomie, il se lance dans la recherche ethnologique et éthologique dans le cadre de l'institut de Zoologie de l'Université de Rome « La Sapienza » sous la conduite du professeur Edoardo Zavattari; il se spécialise ensuite en ichtyologie. Pionnier de la recherche sous-marine, il collabore avec le Centre italien des recherches sous-marines (C.I.R.S., Centro Italiani Ricercatori Subacquei).
Il dirige la première expédition sous-marine italienne dans l'Océan Indien, près de Ceylan et des Maldives.
En 1953 il dirige expédition zoologique et géographique sous l'égide de la Société italienne de géographie (Società geografica italiana), pour le Zoo de Rome. L'expédition est accompagnée d'une équipe de cinéastes de la société Phoenix qui réalisent Gran Comora, en partie grâce aux prises de vue sous-marines de Franco Prosperi. Il participe ensuite à diverses expéditions un peu partout dans l'hémisphère sud. Au cours de l'une d'entre elles, il aurait trouvé des preuves d'existence d'un ancien continent (Lémurie) qui unissait l'Afrique à l'Inde ; il aurait aussi découvert vivant une espèce de poisson préhistorique que l'on croyait éteinte, le Cœlacanthe.
En 1954-55 il réalise des documentaires sur la nature, parmi lesquels certains ont été primés aux congrès cinématographiques FEDIC ou à Lisbonne, tel "Les voyages merveilleux" (I viaggi meravigliosi) pour la société Documento Film. Pour la RAI-TV, il réalise en 1958 une trentaine de longs-métrages pour les "Voyages du téléjournal" (Viaggi del telegiornale).
Il écrit également des articles dans de nombreuses revues, y compris françaises (La Vie des Bêtes).
Il publie aussi des livres, en Italie et ailleurs : Gran Comora e Matea Mora (chez Garzanti), Africa addio (chez Rizzoli), Konig der Haie (chez Nymphenburger Verlagshandlung (de)), Das Phantom der Gewasser (chez Engelbert-Verlag), Vanished Continent (chez Hutchinson (en)), Due vele per un sogno, qui reçoit le prix Circé (Mursia (it)).
La rencontre avec Gualtiero Jacopetti va l'orienter davantage vers le cinéma et lui faire prendre de la distance d'avec la recherche scientifique. Tous les deux (avec Paolo Cavara) réalisent en 1962 le documentaire Cette chienne de vie, qui est récompensé du David di Donatello et d'une nomination en vue de l'Oscar de la meilleure chanson originale en 1964. Le film est présenté au festival de Cannes. Ce documentaire, très bien reçu par le public, va être à l'origine d'un genre cinématographique, le mondo. Exploitant la veine, il réalise L'Incroyable Vérité, La Femme à travers le monde (récompensé du David di Donatello) et Adieu Afrique (troisième David di Donatello), produits par la société Cineriz. Il travaille ensuite avec la société Euro International. On le voit travailler avec Antonio Climati et Mario Morra pour Dernier cri dans la Savane (Ultime grida dalla savana) et Savane violente (Savana violenta) de la société Titanus.
En 1984 il réalise son dernier film pour le grand écran : Les Bêtes féroces attaquent.
À cette époque, il abandonne le cinéma pour reprendre ses activités ethnologiques et naturalistes en Afrique.
Il vit actuellement à Gianola (Formia).

## Filmographie

### Acteur

#### Cinéma
- 1971 : Les Négriers (Addio zio Tom) : Lui-même

### Réalisateur

#### Cinéma
- 1955 : Nascita di un'isola (documentaire)
- 1955 : I viaggi meravigliosi (documentaire)
- 1958 : I santuari della natura (documentaire)
- 1962 : Cette chienne de vie (Mondo cane)
- 1963 : La Femme à travers le monde (La donna nel mondo)
- 1963 : L'Incroyable Vérité (Mondo cane 2)
- 1966 : Adieu Afrique (Africa addio)
- 1971 : Les Négriers (Addio zio Tom)
- 1975 : Mondo candido, coréalisé avec Gualtiero Jacopetti
- 1984 : Les Bêtes féroces attaquent (Wild Beasts - Belve feroci)

### Producteur

#### Cinéma
- 1963 : L'Incroyable Vérité (Mondo cane 2)
- 1971 : Les Négriers (Addio zio Tom)
- 1976 : Savana violenta
- 1980 : Une fille pour les cannibales (Mondo cannibale)

### Scénariste

#### Cinéma
- 1963 : La Femme à travers le monde (La donna nel mondo)
- 1966 : Adieu Afrique (Africa addio)
- 1971 : Les Négriers (Addio zio Tom)
- 1975 : Mondo candido de Franco Prosperi et Gualtiero Jacopetti
- 1984 : Les bêtes féroces attaquent
- 1986 : Maman sur ordinateur (Computron 22) de Giuliano Carnimeo